# Носівка (Сновськ)
Носівка — частина міста Сновськ, колишнє село в Щорському районі Чернігівської області України .
Село згадується у реєстрі 1732 року під назвою Носові Млини у складі Синявської сотні Чернігівського полку з попівським будинком, церквою, школою та лікарнею. З опису річок 1754 відоме село Носівка при греблі на річці Снов з церквою. З опису Новгород-Сіверського намісництва 1781 відомо про монастирське селі Носівка з церквою, налічувався 41 сільський будинок на річці Снов; за річкою була слобода Гвоздиківка . Відповідно до ревізії 1801 року у селі налічувалося 84 ревізії (чоловіки). У 1885 році в селі Носівка налічувалося 325 мешканців, 52 двори, церква, заїжджий будинок, 2 млини. У 1897 році в селі Носівка Великощимельської волості Городнянського повіту налічувалося 94 двори та проживало 507 осіб, була сільська церква.
1986 року населення села становило 730 осіб.
Рішенням Верховної Ради УРСР № 2179-XII від 6 березня 1992 року село Носівка площею 424 га було включено до межі міста Щорс без збереження статусу .

## Географія
Є північною периферійною частиною міста Сновськ — на березі річки Снов — між безіменним струмком та річкою Бреч, які впадають у Снов. Вулицею Сновською Носівка сполусена зі Сновськом.

## Вулиці
Жовтнева, Лісова, Соборна, Соснова, Стельмаха, Суворова, Якуба Колоса, Ярослава Мудрого